# Studerandekåren Novium
Studerandekåren Novium (kortnamn för Studerandekåren vid Yrkeshögskolan Novia) är en intressebevakningsorganisation för studerande vid Yrkeshögskolan Novia i Finland. Medlemskapet i studerandekåren är frivilligt, men studerandekåren representerar alla ca 4000 studerande vid Yrkehögskolan Novia. Noviums högsta beslutande organ är kårfullmäktige, som väljs av medlemmarna för ett verksamhetsår. Verksamheten leds av en styrelse som utses av fullmäktige. Studerandekårens styrelseordförande för verksamhetsåret 2017 heter Jenny Melin. Organisationen har fyra anställda, varav två på deltid (2017). 
Kåren utser studeranderepresentanter både i Novias olika beslutande organ och arbetsgrupper samt i externa organisationer som Novium samarbetar med. Kåren är verksam på de orter där Novia finns (Jakobstad, Vasa, Åbo och Raseborg). Kåren är medlem i Finlands studerandekårers förbund - SAMOK. Medlemskap i studerandekåren ger rätt att skaffa studiekort som berättigar till nationella studerandeförmåner. Kåren bedriver förutom intressebevakning även bl.a. tutorverksamhet.

## Tidigare styrelseordförande
- 2008: Thomas Mård
- 2009: Joachim Hesthammer
- 2010: Emma Portin
- 2011: Henrika Österlund
- 2012: Ida Strandberg
- 2013: Daniel Nenonen
- 2014: John Nordqvist
- 2015: Andreas Hindrén
- 2016: Clara Hindersson
- 2017: Jenny Melin
- 2018: Maria Tokou

## Tidigare fullmäktigeordförande
- 2008: Emma Portin
- 2009: Thomas Mård
- 2010: Joachim Hesthammer
- 2011: Matias Mannfolk
- 2012: Kristoffer Skrifvars
- 2013: Martin Nilsström
- 2014: Sanna Bergström
- 2015: Julia Dahlkvist
- 2016: Niclas Andersson
- 2017: Rasmus Back
- 2018: Martin Östman